# アルラレッドAC
アルラレッドAC (Allura Red AC) は、赤色に着色することのできる着色料。食用タール色素に分類される合成着色料である。通称赤色40号（あかいろよんじゅうごう）。分子式はC18H14N2Na2O8S2、分子量496.43。CAS登録番号 : 25956-17-6。酸化や還元に弱い。多量のビタミンCや糖と反応することがあるので食用の際には注意する必要がある。

## 概要
主に工業製品の着色用途や食品添加物として使用される。旧厚生省は天然に存在しない添加物に分類している。食品用途には、清涼飲料水や駄菓子への使用が多い。

## 使用規制に向けた動き
2007年、英国食品基準庁は、食品添加物の広域スクリーニングでアルラレッドを含む数種類の合成着色料と合成保存料の安息香酸ナトリウムを同時に摂取した場合に関連が見られた為、注意欠陥・多動性障害の子供はこの合成着色料を含む合成着色料は避けたほうがいいと勧告し2008年4月、英国食品基準庁（FSA）は注意欠陥・多動性障害 (ADHD) と関連の疑われるタール色素6種類について2009年末までにメーカーが自主規制するよう勧告した。ガーディアン紙によれば、この政府勧告による自主規制の前に、大手メーカーは2008年中にもそれらの食品添加物を除去する。
- 自主規制対象のタール色素：赤色40号、赤色102号、カルモイシン、黄色4号、黄色5号、キノリンイエロー

2008年3月には欧州食品安全当局 (EFSA) は同じ研究報告を評価し、観察された影響の臨床上の意義が不明なことや、研究結果の一貫性の無さ、小さなエフェクトサイズの意義が不明なこと、用量反応性の情報がないこと、食品添加物の行動への影響を誘発させる生物学的メカニズムが考えられないことを挙げ、ADIを変更する根拠にはならないとしている。しかし、4月イギリスは再び排除すべきだと勧告を行い、8月には欧州は摂取量の見直しをはじめ「注意欠陥多動性障害に影響するかもしれない」という警告表示がされることになると報道された。
2024年9月、カリフォルニア州は、アメリカ食品医薬品局（FDA）の動きとは別に、子どもの行動や注意力の問題との関係が懸念されるとして、公立学校で販売される食品や飲料に赤色40号を使用することを禁止した。2025年4月22日、アメリカ食品医薬品局は、着色料をそのものを段階的に廃止する方針を公表。中でも赤色40号を含む6つの着色料については名指し、食品業界と連携して2026年末までに排除することとした。